# Серсема (вилна зона)
Серсема е вилна зона на град Търговище, разположена южно от града, със северозападно изложение. Разположена между село Разбойна и парковете „Боровец“ и „Борово око“. В близост до река Врана.